# 海绵杜鹃
海绵杜鹃（学名：Rhododendron pingianum），为杜鹃花科杜鹃花属下的一个种。

## 扩展阅读
維基物種上的相關：海绵杜鹃